# Hydroptila acuminata
Hydroptila acuminata är en nattsländeart som beskrevs av Bueno-soria 1985. Hydroptila acuminata ingår i släktet Hydroptila och familjen smånattsländor. Inga underarter finns listade i Catalogue of Life.